# Pallavolo ai Giochi della XXX Olimpiade - Qualificazioni al torneo femminile (NORCECA)
Le qualificazioni nordamericane di pallavolo femminile ai Giochi della XXX Olimpiade si sono svolte dal 29 aprile al 5 maggio 2012 a Tijuana, in Messico. Al torneo hanno partecipato 8 squadre nazionali nordamericane e la vittoria finale è andata alla Repubblica Dominicana, che si è qualificata ai Giochi della XXX Olimpiade.

## Squadre partecipanti
- Canada
- Costa Rica
- Cuba
- Honduras
- Messico
- Porto Rico
- Rep. Dominicana
- Trinidad e Tobago

## Gironi
Dopo la prima fase a gironi, le prime classificate di ogni girone hanno acceduto alle semifinali per il primo posto, mentre la seconda e la terza classifica di ogni girone hanno acceduto ai quarti di finale: la vincente dei quarti ha acceduto alla semifinale per il primo posto, mentre la perdente ha acceduto alla semifinale per il quinto posto. L'ultima classificata di ogni girone ha acceduto alle semifinali per il quinto posto.
| Girone A                                   | Girone B                                  |
| ------------------------------------------ | ----------------------------------------- |
| Canada Honduras Porto Rico Rep. Dominicana | Cuba Costa Rica Messico Trinidad e Tobago |

## Fase finale

### Finali 1º e 3º posto
|  | Quarti     | Quarti          |                 |        | Semifinali         | Semifinali         |  |  | Finale 1º/2º posto | Finale 1º/2º posto |
|  |            |                 |                 |        |                    |                    |  |  |                    |                    |
|  |            |                 |                 |        |                    |                    |  |  |                    |                    |
|  |            |                 |                 |        |                    |                    |  |  |                    |                    |
|  | -          | -               |                 |        |                    |                    |  |  |                    |                    |
|  | -          | -               |                 |        |                    |                    |  |  |                    |                    |
|  | -          | -               |                 |        |                    |                    |  |  |                    |                    |
|  | -          | -               | Cuba            | 3      |                    |                    |  |  |                    |                    |
|  |            |                 | Cuba            | 3      |                    |                    |  |  |                    |                    |
|  |            | Porto Rico      | 1               |        |                    |                    |  |  |                    |                    |
|  | Porto Rico | Porto Rico      | 1               | 3      |                    |                    |  |  |                    |                    |
|  | Porto Rico |                 |                 | 3      |                    |                    |  |  |                    |                    |
|  | Costa Rica | 0               |                 |        |                    |                    |  |  |                    |                    |
|  | Costa Rica | 0               | Cuba            | 1      |                    |                    |  |  |                    |                    |
|  |            |                 | Cuba            | 1      |                    |                    |  |  |                    |                    |
|  |            | Rep. Dominicana | 3               |        |                    |                    |  |  |                    |                    |
|  | -          | Rep. Dominicana | 3               | -      |                    |                    |  |  |                    |                    |
|  | -          |                 |                 | -      |                    |                    |  |  |                    |                    |
|  | -          | -               |                 |        |                    |                    |  |  |                    |                    |
|  | -          | -               | Rep. Dominicana | 3      | Finale 3º/4º posto | Finale 3º/4º posto |  |  |                    |                    |
|  |            |                 | Rep. Dominicana | 3      | Finale 3º/4º posto | Finale 3º/4º posto |  |  |                    |                    |
|  |            | Canada          | 0               |        |                    |                    |  |  |                    |                    |
|  | Messico    | Canada          | 0               | 0      | Porto Rico         | 3                  |  |  |                    |                    |
|  | Messico    |                 |                 | 0      | Porto Rico         | 3                  |  |  |                    |                    |
|  | Canada     | 3               |                 | Canada | 2                  |                    |  |  |                    |                    |
|  | Canada     | 3               |                 |        | 2                  |                    |  |  |                    |                    |
|  |            |                 |                 |        |                    |                    |  |  |                    |                    |
|  |            |                 |                 |        |                    |                    |  |  |                    |                    |

### Finali 5º e 8º posto
|  | Semifinali        | Semifinali        | Semifinali |         |            | Finale 5º/6º posto | Finale 5º/6º posto | Finale 5º/6º posto |  |
|  |                   |                   |            |         |            |                    |                    |                    |  |
|  | Honduras          | Honduras          | 0          |         |            |                    |                    |                    |  |
|  | Honduras          | Honduras          | 0          |         |            |                    |                    |                    |  |
|  | Costa Rica        | Costa Rica        | 3          |         |            |                    |                    |                    |  |
|  | Costa Rica        | Costa Rica        | 3          |         | Costa Rica | Costa Rica         | 0                  |                    |  |
|  |                   |                   |            |         | Costa Rica | Costa Rica         | 0                  |                    |  |
|  |                   |                   | Messico    | Messico | 3          |                    |                    |                    |  |
|  | Trinidad e Tobago | Trinidad e Tobago | Messico    | Messico | 3          | 0                  |                    |                    |  |
|  | Trinidad e Tobago | Trinidad e Tobago |            |         |            | 0                  |                    |                    |  |
|  | Messico           | Messico           | 3          |         |            | Finale 7º/8º posto | Finale 7º/8º posto | Finale 7º/8º posto |  |
|  | Messico           | Messico           | 3          |         |            |                    |                    |                    |  |
|  |                   |                   |            |         |            |                    |                    |                    |  |
|  |                   |                   |            |         |            | Honduras           | Honduras           | 0                  |  |
|  |                   |                   |            |         |            | Honduras           | Honduras           | 0                  |  |
|  |                   |                   |            |         |            | Trinidad e Tobago  | Trinidad e Tobago  | 3                  |  |

## Classifica finale
| Pos | Squadra           | Rosa |
| --- | ----------------- | --- |
| 1.  | Rep. Dominicana   | Formazione: 1 Vargas, 3 Eve, 5 Castillo, 7 Marte, 8 Arias, 9 Núñez, 10 Cabral, 12 Echenique, 13 Rondón, 14 Rivera, 17 Mambrú, 18 de la Cruz, CT: Kwiek             |
| 2.  | Cuba              | Formazione: 1 Salas, 2 Santos, 3 Rojas, 4 Palacio, 6 Lescay, 8 Borrell, 10 Cleger, 11 Castañeda, 13 Giel, 15 Silié, 17 Silva, 18 Matienzo, CT: Gala                |
| 3.  | Porto Rico        | Formazione: 1 Seilhamer, 2 Venegas, 3 Mojica, 5 Álvarez, 6 Rosa, 7 Enright, 8 Torregrosa, 9 Cruz, 12 Nogueras, 15 Santana, 16 Oquendo, 18 Del Valle, CT: Alemán    |
| 4.  | Canada            | Formazione: 2 Young, 3 Ellis, 4 Mahon, 7 Mokelki, 9 Pavan, 10 Field, 12 Holness, 14 Cordonier, 16 Hinze, 17 Page, 18 Richey, 20 French, CT: Ludwig                 |
| 5.  | Messico           | Formazione: 1 K. Sainz, 2 Sainz, 4 Martínez, 5 Bañuelos, 6 Urías, 7 Hernández, 8 Isiordia, 9 Castro, 11 Gaytán, 12 Celedon, 13 Meza, 14 Ríos, CT: Estanislau       |
| 6.  | Costa Rica        | Formazione: 2 Fernández, 4 Sibaja, 5 Cope, 6 Á. Willis, 8 Chávez, 9 V. Willis, 10 Ramírez, 11 Jiménez, 12 Vargas, 14 Fonseca, 16 Hines, 17 Vargas, CT: Perales     |
| 7.  | Trinidad e Tobago | Formazione: 1 Kinsale, 2 Ross, 5 Beckles, 9 Grant, 10 Clifford, 11 Olton, 12 Forde, 14 Mitchell, 15 Blackman, 16 Esdelle, 17 Gloud, CT: Cruz                       |
| 8.  | Honduras          | Formazione: 1 Flores, 2 Barahona, 3 D. Díaz, 4 Leiva, 6 Dixon, 9 T. Flores, 10 Durón, 13 Hernández, 15 Romero, 16 D. Flores, 17 M. Díaz, 19 Sarmiento, CT: Winkler |

|  | Qualificata ai Giochi della XXX Olimpiade |

## Premi individuali
| Premio                | Nome                | Squadra         |
| --------------------- | ------------------- | --------------- |
| MVP                   | Bethania de la Cruz | Rep. Dominicana |
| Miglior realizzatore  | Sarah Pavan         | Canada          |
| Miglior attaccante    | Yoana Palacio       | Cuba            |
| Miglior muro          | Annerys Vargas      | Rep. Dominicana |
| Miglior servizio      | Yanelis Santos      | Cuba            |
| Miglior palleggiatore | Vilmarie Mojica     | Porto Rico      |
| Miglior ricevitore    | Brenda Castillo     | Rep. Dominicana |
| Miglior difesa        | Itzel Gaytán        | Messico         |
| Miglior libero        | Brenda Castillo     | Rep. Dominicana |